# József
József est un prénom hongrois masculin.

## Étymologie
Le prénom vient d'un anthroponyme hébraïque (hébreu יוֹסֵף, Yosef), qui signifie "il va augmenter / ajouter / prospérer /faire croître".

## Équivalents
- Féminin : Jozefa, Jozefin, Jozefina
- Variantes linguistiques

## Personnalités portant ce prénom
- József Adorján
- József Antall
- József Asbóth
- József Attila
- József Batthyány
- József Bozsik
- József Csekonics
- József Csermák
- József Dzurják
- József Ebner
- József Eisenhoffer
- József Ember
- József Gregor
- József Gvadányi
- József Háda
- József Jeszmás
- József Joachim
- József Karai
- József Karai
- József Katona
- József Katona, nageur
- József Kiprich
- József Kovács, athlète (1911)
- József Kovács, athlète (1926)
- József Krenner
- József Mindszenty
- József Moravetz
- József Nagy
- József Nagy, homme politique
- József Pálinkás
- József Pokorny
- József Pusztai
- József Rippl-Rónai
- József Samassa
- József Soproni
- József Szabó
- József Szlávy
- József Takács
- József Tóth
- József Turay
- József Vágó
- József Varga
- József Várszegi
- József Viola
- József Jakab Winterl
- József Zakariás

L'ancien ministre allemand des affaires étrangères Joschka Fischer est né Joseph dans une famille originaire de Hongrie. « Joschka » est dérivé de « Jóska », diminutif hongrois de József.

## Fête
Les "József" se fêtent le 19 mars en général.